# Adventure Island (jeu vidéo)
Pour le jeu vidéo sorti sur Game Boy, voir Adventure Island II.
Adventure Island (高橋名人の冒険島, Takahashi Meijin no Bōken Jima), appelé aussi Adventure Island Classic, est un jeu vidéo de plates-formes sorti sur NES et MSX en 1986. Ce jeu a été développé par Hudson Soft.
Portage du jeu d'arcade Wonder Boy de Sega dont Hudson Soft était responsable, il a été décidé pendant le développement de remplacer le principal personnage de la version originale par le porte-parole d'Hudson Soft : Takahashi Meijin. Dans la version occidentale du jeu, celui-ci sera rebaptisé Master Higgins.

## Système de jeu
Maitre Higgins (le personnage du joueur) perd une vie à chaque fois qu'il touche un ennemi l'attaque ou lorsqu'il tombe dans un piège. Le joueur dispose également d'une jauge de santé qui commence avec 11 points et qui s'épuise progressivement avec le temps ou chaque fois que Higgins trébuche sur un rocher sur son chemin. Lorsque la jauge de santé atteint zéro, il perdra une vie. Si Higgins à encore des vies supplémentaires, il ressuscitera au dernier point de contrôle qu'il a traversé. Le jeu se termine lorsque toutes les vies de Higgins sont épuisées. Pour reconstituer la santé de Higgins il doit ramasser des fruits ou une bouteille de lait et à une santé maximal de 16 points. Lorsque le score du joueur atteint 50 000 points, 100 000 points et 200 000 points il recevra une vie supplémentaire. Trouver une fée ressemblant à une abeille connue sous le nom de Honey Gril accordera à Higgins l'invincibilité pendant environ dix secondes et lui permettra de tuer les ennemis d'un simple touché. Un pot spécial est également caché dans chaque étape, qui double le bonus de fin d'étape du joueur.  

## Histoire
Le joueur contrôle Master Higgins (connu sous le nom de Master Wings au Royaume-Uni et sous le nom de Takahasi Meijin dans les versions japonaises), un jeune homme qui s’est aventuré sur l’île d’Aventure Island dans le Pacifique Sud après avoir appris qu’un méchant sorcier avait kidnappé la princesse Tina. Pour la sauver, Higgins doit survivre à une série de 32 étapes. Il existe huit mondes appelés « areas » (ou « zones. »)
Higgins commence chaque vie sans la capacité d’attaquer et ne peut acquérir la capacité d’attaque qu’en ramassant une hache en pierre, qui peut être trouvée à des endroits spécifiques à chaque étape. Lorsque Higgins brandit la hache de pierre, il peut l’échanger contre des boules de feu magnifique qui ont une portée plus longue et son plus capable de détruire les rochers et les pierres roulantes (qui sont invulnérables à la hache de pierre).
Pour casser un œuf, le joueur doit le toucher ou le frapper deux fois avec une arme. En plus des armes, il y a de nombreux objets bonus à l’intérieur. Il n’y a aussi la possibilité & de recevoir un élément négatif, l’aubergine, qui draine le compteur de vie de Higgins certain des œufs n’est pas immédiatement visible à la vue de tous. Les emplacements de ces « œufs cachés » sont généralement indiqués lorsqu’une arme lancée par un joueur disparait avant de tomber au sol et sont découverts en sautant à l’endroit indiqué. Certains de ces endroits cachés ne contiennent pas d’œufs cachés, mais plutôt un nuage qui déformera le joueur vers une étape bonus, qui est plus plutôt découverte en restant immobile pendant une courte période de temps. Au cours des étapes bonus, le joueur peut collecter une série de fruits (chacun valant 500 points, quel que soit le type) jusqu’à ce que Higgins tombe dans un piège. Cependant, au lieu de perdre une vie, il reviendra au stade normal au prochain point de contrôle.
Au quatrième tour de chaque zone, Higgins affrontera une forme différente du sorcier maléfique. Il a la capacité de changer de tête jusqu’à huit types différents. Higgins doit le vaincre en lui frappant la tête avec certains nombres de fois avec son arme. Le nombre de coups nécessaire pour le vaincre augmente avec chaque zone (sa première fois nécessite huit coups et chaque forme suivante nécessite deux coups supplémentaires jusqu’à la huitième et dernière forme, qui nécessite 22 coups). Lorsque le sorcier est vaincu, il changera de tête et s’échappera dans la zone suivante. Il utilise la même attaque sous chaque forme, seuls changements étant sa durabilité, sa vitesse et la vitesse de ses attaques. Lorsque Higgins battra sa forme finale, le sorcier tombera dans une fosse et la princesse Tina sera sauvée.

## Développement

### Relation avec Wonder Boy
Adventure Island a commencé son développement en tant que port direct du jeu d'arcade Sega Wonder Boy, les droits partiels sur lesquels Hudson Soft a obtenu du développeur Escape (maintenant connu sous le nom de Westone Bit Entertainment). Cependant, le développeur avait déjà cédé la propriété du nom et des personnages de Wonder Boy à Sega, donc Hudson a créé un nouveau protagoniste modelé et nommé d'après le porte-parole de Hudson Soft, Takahashi Meijin . Dans la version occidentale d'Adventure Island, le personnage de Takahashi Meijin a été renommé Maître Higgins.
Alors que la série Wonder Boy a adopté un système d'action RPG pour ses suites (à commencer par Wonder Boy dans Monster Land), la plupart des suites d'Adventure Island sont restées fidèles au système de jeu du Wonder Boy original. De plus, Hudson Soft a également obtenu les droits de portage de toutes les suites de Wonder Boy sur TurboGrafx-16, en modifiant le titre et la conception des personnages de chaque jeu (à l'exception de Wonder Boy III : Monster Lair). Incidemment, la version japonaise de Dragon's Curse (l'adaptation TurboGrafx-16 de Wonder Boy III : The Dragon's Trap) s'intitulait Adventure Island.
Les droits de la série Adventure Island sont actuellement détenus par Konami, qui a absorbé Hudson Soft en 2012.

### Remake
La version NES d’Adventure Island a été rééditée au Japon pour la Game Boy Advance en tant que titre Famicom Mini le 21 mai 2004. Il a ensuite été réédité à l’échelle internationale pour le service Virtual Console en 2008 pour la Wii et en 2014 pour la Wii U,.
Un remake a également été développé pour la PlayStation 2 et GameCube intitulé Hudson Selection Volume 4 : Takahashi Meijin no Bōken Jima, qui est sorti exclusivement au Japon le 18 décembre 2003.

### Suites
Deux suites ont été produites pour la NES, Adventure Island II et Adventure Island 3, ainsi qu’un quatrième jeu pour la Famicom qui est sorti exclusivement au Japon intitulé Takahashi Meijin no Bōken Jima IV ,. En plus de la réédition autonome Famicom Mini du premier jeu, les quatre jeux ont été réédités dans une compilation pour Game Boy Advance intitulée Hudson Best Collection Vol 6 : Bōken Jima Collection, sortie au Japon le 19 janvier 2006.
Des suites ont également été publiées sur d’autres plateformes, telles que Adventure Island et Adventure Island II pour la Game Boy (basées respectivement sur les deuxième et troisième jeux NES), Super Adventure Island et Super Adventure Island II pour la Super NES, New Adventure Island pour la TurboGrafx-16, Adventure Island : The Beginning pour la Wii, Gacha wa shi Meijin no Bōken Jima en 2007 pour mobile et Adventure Island Quest de Takahashi Meijin en 2010 pour mobile.

### Apparition dans d'autres jeux
Takahashi Meijin apparaît en tant que personnage jouable dans le jeu de combat DreamMix TV World Fighters, sorti au Japon sur GameCube le 13 décembre 2003.
Takahashi Meijin apparaît également dans le jeu mobile de sport Gachapin & Mukku no Dai Undoukai (« Gachapin & Mukku’s Big Sports Day ») en 2008, et la franchise Katamari dans le jeu mobile Takahashi Meijin et Katamari Damacy en 2010.